# Klany alfanského měsíce
 Klany alfanského měsíce (1964, Clans of the Alphane Moon) je sci-fi román amerického spisovatele Philipa K. Dicka založený na jeho povídce Shell Game z roku 1954.

## Obsah románu
Ve vzdáleném systému Alfa Centauri se nachází na měsíci Alfa III M2 bývalá pozemská kolonie, původně psychiatrická léčebna. Její pacienti se během války s Alfanským impériem osvobodili a vytvořili zajímavou funkční společnost, rozdělenou do sedmi klanů podle původní psychické poruchy, podobnou kastovnímu systému v Indii. Země se tuto svou bývalou kolonii snaží pod záminkou poskytnutí lékařské péče opět ovládnout. Stejný záměr mají i Alfánci.
Hlavní postavou románu je Chuck Rittersdorf, agent výzvědné služby CIA (Counter Intelligence Authority), ve které plní funkci programátora umělých lidí – simulakronů. Jeho manželka Mary, pracující jako psychonalytička, se s ním rozvádí a je více než jasné, že Chuck rozvod prohraje a Mary že ho následně obere o všechno. Chuck kromě sebevraždy nachází jediné řešení – vraždu manželky. Využije při tom toho, že Země chystá výpravu alfanskému měsíci, a ve výpravě že bude i jeho žena.
Ve zmatku, který na měsíci panuje, není nikdo schopen určit, na čí straně kdo stojí. V závěru knihy se však Chuckovi podaří sjednat vzájemně prospěšnou smlouvu mezi kolonií a Alfánci.

## Česká vydání
- Klany alfanského měsíce, Leonardo, Ostrava 2000, přeložil Emil Labaj.